# Automolis syntomia
Automolis syntomia är en fjärilsart som beskrevs av Carl Plötz 1880. Automolis syntomia ingår i släktet Automolis och familjen björnspinnare. Inga underarter finns listade i Catalogue of Life.